# Premis Ovidi Montllor
Els Premis Ovidi Montllor són uns guardons atorgats anualment des de l'any 2006 pel Col·lectiu Ovidi Montllor als artistes valencians que publiquen música en valencià en el transcurs d'un any (encara que, excepcionalment, per a la primera edició es van tindre en compte tots els discs publicats des del 2001) i, honoris causa, als artistes amb una aportació significativa a la música en valencià (Toti Soler, Lluís Miquel, Joan Manuel Serrat, Paco Muñoz, Els Pavesos, Cotó-en-Pèl, Al Tall, Maria del Carme Girau i Tres Fan Ball) i a les persones, mitjans o entitats destacades en la seua promoció (Toni Mestre, Info TV, el festival Tourbolet, Ca Revolta, el Servei de Normalització de la UPV, VilaWeb, Amàlia Garrigós, Indiecat, Música en valencià, Sons de Xaloc i Tres Deu).
Des del 2009, cada trofeu consistix en una peça d'acer inoxidable tallada en làser amb la forma del logotip del col·lectiu; abans, el premi consistia en una reproducció gràfica de l'artista alcoià Antoni Miró amb la imatge d'Ovidi Montllor, el cantant valencià que dona nom al col·lectiu i als premis: durant les dues primeres edicions foren dos sèries diferents d'impressions digitals iguals per a tots els guanyadors; en la del 2008, una sèrie de quadros de la mateixa imatge d'Ovidi a l'estil de l'art pop en diferents colors per a cada premi i, del 2009 al 2011, una silueta d'Ovidi en ferro com a guardó a la trajectòria.
A banda dels dos guardons honorífics, des de 2011 els premis són als millors discs en les categories de música electrònica o música rap, música pop, rock, cançó d'autor i folk, als millors arranjaments o producció, a la millor cançó, a la millor lletra, al millor videoclip i al millor disseny gràfic; abans, Escola Valenciana premiava la millor maqueta, la SGAE l'artista revelació i el quinzenal L'Avanç establí el premi Muixeranga per votació popular des del seu web entre artistes de tota l'extensió lingüística.

## Premiats

### 2006
La I Nit dels Premis Ovidi Montllor se celebrà el 14 de juny de 2006 al Teatre Micalet de València: la Generalitat Valenciana els va denegar l'ús del Palau de la Música de València, per la qual cosa decidiren fer l'anunci públic de la convocatòria a les seues portes. El jurat estava format pel president del COM Manolo Miralles, Diego Gómez (llavors president d'Escola Valenciana), els escriptors Carme Miquel i Francesc de Paula Burguera, el director d'orquestra Joan Cerveró i els crítics musicals Eduardo Guillot, Juanma Játiva i Josep Vicent Frechina, que actuà com a secretari. Els finalistes es feren públics el 6 de juny en una roda de premsa al Centre Ovidi Montllor d'Alcoi.
La gala de lliurament tingué l'escriptor Alfons Cervera i la periodista Núria Cadenes com a presentadors i l'humorista Xavi Castillo d'animador; hi hagué un record per als artistes i personalitats de la música en valencià ja desapareguts com Carles Barranco, Enric Ortega, Lleonard Giner, Simó Aguilar i el mateix Ovidi i un premi especial a Toni Mestre, llavors ja molt malalt, pel suport a la música en valencià: en no poder assistir, el representà la periodista Maria Josep Poquet.
| Premis            | Guanyadors                            | Finalistes                                                                                                |
| ----------------- | ------------------------------------- | --- |
| trajectòria       | Toti Soler                            | premi honorífic                                                                                           |
| millor disc       | Miquel Gil per Katà                   | Miquel Gil per Katà Feliu Ventura per Barricades de paper VerdCel per PaisViatge                          |
| cançó d'autor     | VerdCel per PaisViatge                | Feliu Ventura per Barricades de paper VerdCel per PaisViatge Rafa Xambó per Dies oberts                   |
| folk              | Urbàlia Rurana per Territoris amables | Quamlibet per Històries de tagarins Al Tall per Vares velles Urbàlia Rurana per Territoris amables        |
| pop i rock        | La Gossa Sorda per Vigila             | La Gossa Sorda per Vigila La Gossa Sorda per Garrotades Arròs Caldós per ...i a la motxila somnis i ràbia |
| millor cançó      | Elies per El carrer dels meus records | Miquel Gil per Memòria Elies per El carrer dels meus records Feliu Ventura per Que no s'apague la llum    |
| millor lletra     | Pau Alabajos per Cançó explícita      | Feliu Ventura per El que diuen els arbres Pau Alabajos per Cançó explícita VerdCel per Infinitud          |
| arranjaments      | Miquel Gil per Katà                   | Miquel Gil per Katà Feliu Ventura per Barricades de paper Urbàlia Rurana per Territoris amables           |
| revelació         | Orxata Sound System                   | Orxata Sound System Bakanal Clara Andrés                                                                  |
| Muixeranga        | Miquel Gil per Katà                   | Miquel Gil per Katà Urbàlia Rurana per Territoris amables Antònia Font per Batiscafo Katiuscas            |
| Escola Valenciana | Info TV                               | premi honorífic al suport                                                                                 |
| Forment           | Obrint Pas                            | premi atorgat per L'Avanç                                                                                 |

A banda, Xavi Castillo també va fer el lliurament simbòlic d'un «moniato d'or amb fulles de llorer» a RTVV pel nul suport als artistes valencians.

### 2007
La II Nit dels Premis Ovidi Montllor se celebrà el 20 de juny de 2007, també al Teatre Micalet i amb Alfons Cervera, Núria Cadenes i Xavi Castillo com a conductors de l'acte; el jurat estava format per Josep Vicent Frechina com a secretari, els crítics Eduardo Guillot i Juanma Játiva, l'escriptora Empar de Lanuza i el pianista Ricard Belda. Esta volta concursaven vora cinquanta discs i, excepcionalment, s'atorgà un guardó absolut al millor disc de l'any, el guanyador del qual es va fer públic abans de la gala.
| Premis            | Guanyadors                                              | Finalistes |
| ----------------- | ------------------------------------------------------- | --- |
| trajectòria       | Lluís Miquel                                            | premi honorífic |
| millor disc       | Òscar Briz per Quart creixent                           | premi del jurat |
| cançó d'autor     | Rafa Xambó per Cançons de la memòria trista             | Rafa Xambó per Cançons de la memòria trista Feliu Ventura per Alfabets de futur Màrius Asensi amb 21 Grams per Els teus arguments |
| folk              | Pep Gimeno Botifarra per Si em pose a cantar cançons... | Al Tall per Envit a vares Pep Gimeno Botifarra per Si em pose a cantar cançons... Toni Torregrossa per Pau i treva                |
| pop i rock        | Sant Gatxo per Si tanque els ulls                       | Obrint Pas per Benvinguts al paradís Sant Gatxo per Si tanque els ulls Jalea Real per Vinga va!!                                  |
| millor cançó      | Feliu Ventura per Alacant -per interior-                | Feliu Ventura per Alacant -per interior-Pep Gimeno Botifarra per Batre xabiero Rafa Xambó per Caminant                            |
| millor lletra     | Feliu Ventura per Si véns                               | Feliu Ventura per Si véns Màrius Asensi amb 21 Grams per Els teus arguments Rafa Xambó per Plou                                   |
| arranjaments      | Eva Dénia per Tribut a Jobim                            | Al Tall per Envit a vares Eva Dénia per Tribut a Jobim Xavier Mo per Xabier Mo                                                    |
| maqueta           | Rapsodes                                                | 121dB Tapineria Rapsodes |
| Revelació         | 121 dB                                                  | Rapsodes 121dB Si+no |
| Muixeranga        | Sva-ters per Berlangastyle                              | per votació popular |
| Escola Valenciana | Festival Tourbolet                                      | per la difusió del rock dur |
| Forment           | Soul Atac                                               | atorgat per L'Avanç |

En esta edició, Castillo va tornar a fer entrega d'un premi humorístic, la Cabota d'Or, al grup més satíric: Ovidi Twins.

### 2008

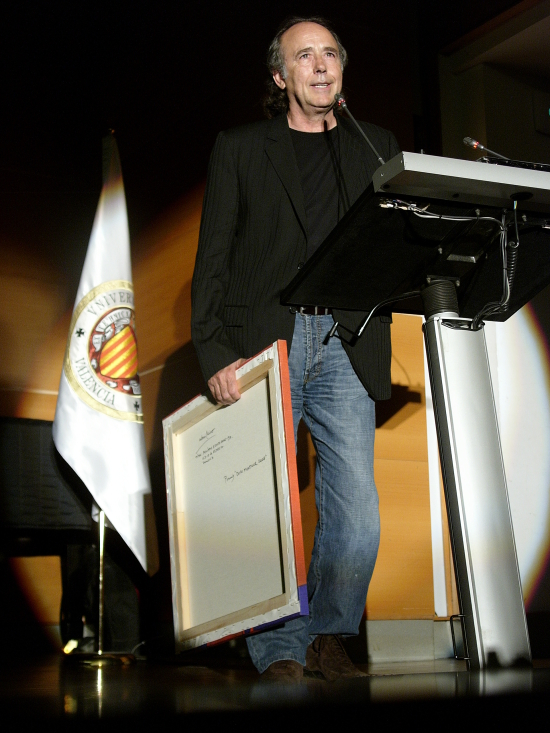
Serrat, premi a la trajectòria

La III Nit dels Premis Ovidi Montllor se celebrà el 17 de juny de 2008 al Paranimf de la Universitat Politècnica de València amb Cadenas i Cervera en el paper habitual de presentadors i Héctor Arnau en el d'animador, en substitució de Castillo. El jurat estava format per Cerveró, Frechina (ara amb dret a vot), Guillot, Játiva i l'escriptora Gemma Pasqual i entraren a concurs vora quaranta discs. Durant la gala es va homenatjar el pedagog Gonzalo Anaya i l'escriptor Josep Vicent Marqués, morts uns pocs dies en arrere.
| Premis            | Guanyadors                       | Finalistes                                                                                        |
| ----------------- | -------------------------------- | ------------------------------------------------------------------------------------------------- |
| trajectòria       | Joan Manuel Serrat               | premi honorífic                                                                                   |
| cançó d'autor     | Pau Alabajos per Teoria del caos | Clara Andrés per Dies i dies Remigi Palmero per Sense comentaris Pau Alabajos per Teoria del caos |
| folk              | Miquel Gil, Eixos                | Carraixet per Guspira Miquel Gil, Eixos Dani Miquel per Triquilisò                                |
| pop i rock        | Orxata Sound System per 1.0      | 121 dB per Equilàter Inòpia per Les quatre estacions de l'arròs Orxata Sound System per 1.0       |

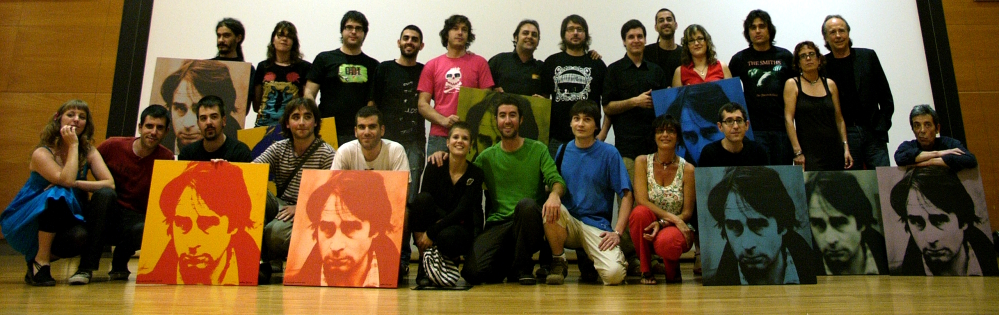
Guardonats el 2008: orxata, Bakanal, Clara Andrés, Neuròtics, Si+no, Alabajos, Ca Revolta, Serrat i Palmero

| millor cançó      | Clara Andrés per Dies i dies     | La Gossa Sorda per Camals mullats Clara Andrés per Dies i dies Miquel Gil per Fil de vint         |
| millor lletra     | Remigi Palmero per He de seguir  | Remigi Palmero per He de seguir Feliu Ventura per Dels teus ulls Lluís Vicent per Dos cors        |
| arranjaments      | Clara Andrés per Dies i dies     | Clara Andrés per Dies i dies Miquel Gil, Eixos Dani Miquel per Triquilisò                         |
| maqueta           | Neuròtics                        | La Sonora del Maurà Si+no Neuròtics                                                               |
| revelació         | Si+no                            | Si+no Neuròtics Xitxarra Railway                                                                  |
| Muixeranga        | Bakanal per Tot per l'aire       | votació popular                                                                                   |
| Escola Valenciana | Ca Revolta                       | premi honorífic pel suport a la música                                                            |

### 2009

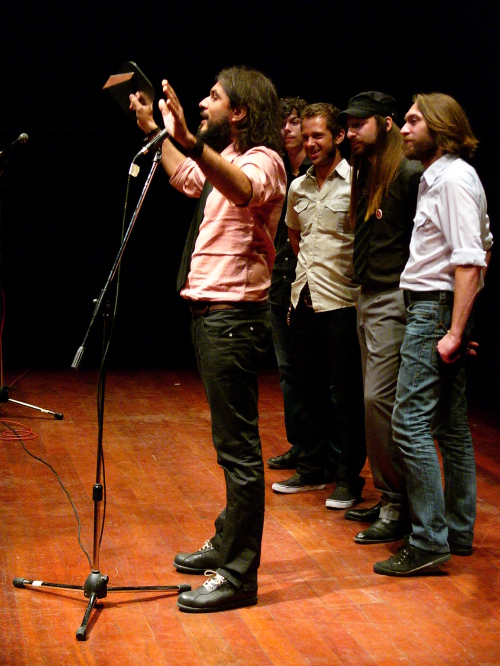
Senior i el Cor Brutal en 2009

La IV Nit dels Premis Ovidi Montllor se celebrà el 30 de juny de 2009 de nou al Teatre Micalet i amb un jurat compost exclusivament de crítics i coneixedors de la música en valencià (Frechina, Guillot, Játiva, Raül Serrador, Joaquim Vilarnau i Vicent Xavier Contrí), que hagueren de triar entre més de quaranta referències.
| Premis           | Guanyadors                                             | Finalistes |
| ---------------- | ------------------------------------------------------ | --- |
| trajectòria      | Paco Muñoz                                             | premi honorífic |
| contribució      | Servei de Promoció i Normalització Lingüística         | premi honorífic |
| pop i rock       | Arthur Caravan per Arthur Caravan                      | Arthur Caravan per Arthur Caravan Gàtaca per Deliris Rapsodes per Contes perversos Senior i el Cor Brutal per L'experiència gratificant                                  |
| de folk          | Mara Aranda & Solatge per Dèria                        | Compartir Dona Gustet per Marquet Mara Aranda & Solatge per Dèria Carles Dénia i la Nova Rimaire per Tan alta com va la lluna Al Tall per Vergonya, cavallers, vergonya! |
| de cançó d'autor | Òscar Briz per Asincronia                              | Hugo Mas per Hugo Mas Gent del Desert per Molles Òscar Briz per Asincronia VerdCel per Sàmara                                                                            |
| arranjaments     | Carles Dénia per Tan alta com va la lluna              | Carles Dénia per Tan alta com va la lluna Compartir Dona Gustet per Marquet Òscar Briz per Asincronia Mara Aranda & Solatge per Dèria                                    |
| millor cançó     | Senior i el Cor Brutal per El signe dels temps         | Senior i el Cor Brutal per El signe dels temps Òscar Briz per Vides creuades Mara Aranda per Dansa del vetlatori Arthur Caravan per L'amor és cec                        |
| millor lletra    | Arthur Caravan per Menjars al llit, somnis en la taula | Aitana Ferrer per Teua Rapsodes per Mil paraules Arthur Caravan per Menjars al llit, somnis en la taula Mara Aranda per Nans de Xàtiva/Cançó dels innocents              |
| revelació        | Fabre                                                  | Belarús Fabre Jezie Make Some Are Us |
| Muixeranga       | Pau Alabajos, Teoria del caos                          | votació popular |

### 2010
La V Nit dels Premis Ovidi Montllor se celebrà el 7 de juliol de 2010 al Micalet, amb Toni de l'Hostal com a conductor i el mateix jurat de l'any anterior en l'apartat musical (Contrí, Frechina, Guillot, Játiva, Serrador i Vilarnau), que hagué de valorar vora setanta discs, per la qual cosa la categoria de pop i rock es desdoblà. A més, un altre jurat especialitzat en arts visuals compost per Cèsar Amiguet, Iban Ramon i Nereida Tarazona jutjà dos noves categories: millor disseny i millor videoclip.
| Premis        | Guanyadors                                                 | Finalistes |
| ------------- | ---------------------------------------------------------- | --- |
| trajectòria   | Els Pavesos                                                | premi honorífic |
| contribució   | Vicent Sangermés                                           | premi honorífic |
| cançó d'autor | Rafa Xambó per Andanes                                     | Rafa Xambó per Andanes Batà per Cançons de butxaca Andreu Valor per En les nostres mans VerdCel per Petjades                                               |
| folk          | Aljub i Krama per Afluències                               | Aljub i Krama per Afluències Naia per Joc d'emocions Sitja per Musicabulari Pep Gimeno "Botifarra" per Te'n cantaré més de mil                             |
| pop           | Miquel Herrero i els Autòmats per Cançons en blanc i negre | Les Deesses Mortes per Les Deesses Mortes Soul Atac per Mercat negre Miquel Herrero i els Autòmats per Cançons en blanc i negre Amanida Peiot per Número 1 |
| rock          | El Corredor Polonés per L'Embaràs d'Agnieszka              | Pinka per Dia i nit 121 dB per Assaig/error Red Roja per Em rebenta el cap El Corredor Polonés per L'Embaràs d'Agnieszka                                   |
| millor cançó  | Amanida Peiot per Els Terrats de la Primavera              | Rafa Xambó per A Glasgow Amanida Peiot per Els Terrats de la Primavera El Corredor Polonés per Hertzianes Les Deesses Mortes per Les ventrades             |
| millor lletra | Rafa Xambó per A Glasgow                                   | Rafa Xambó per A Glasgow Sitja per Eres i no eres Miquel Herrero i els Autòmats per Rodamón 121 dB per Tota la vida pagant els deutes                      |
| arranjaments  | Les Deesses Mortes per Les Deesses Mortes                  | Aljub i Krama per Afluències VerdCel per Petjades Miquel Gil, Manel Camp Trio i David Pastor Les Deesses Mortes per Les Deesses Mortes                     |
| revelació     | Mi Sostingut per Anartisme                                 | Malnom Sklatasangs Rascanya per Rascanya 1 Mi Sostingut per Anartisme                                                                                      |
| disseny       | Rascanya per Rascanya 1                                    | 121 dB per Assaig/error Rascanya per Rascanya 1 El Corredor Polonés per L'Embaràs d'Agnieszka Pep Gimeno "Botifarra" per Te'n cantaré més de mil           |
| videoclip     | Fili Castellóper Les coses d'Agraviats                     | Fili Castelló per Les coses Senior i el Cor Brutal per El signe dels temps 121 dB per La mètrica perfecta Rapsodes per Rap & soda                          |

### 2011
La VI Nit dels Premis Ovidi Montllor se celebrà el 30 de juny de 2011 al Micalet: el presentador va ser Xavi Martínez, de nou amb la intervenció de Xavi Castillo. El jurat musical afegí l'escriptor i crític Xavier Aliaga als habituals Frechina, Guillot, Játiva, Serrador i Vilarnau i hagué de jutjar una nova categoria: hip-hop i música electrònica. L'apartat visual va ser jutjat per Dídac Ballester, Cèsar Amiguet i Jaume Albert.
| Premis        | Guanyadors                                           | Finalistes |
| ------------- | ---------------------------------------------------- | --- |
| trajectòria   | Cotó-en-Pèl                                          | premi honorífic |
| contribució   | Societat Coral el Micalet                            | premi honorífic |
| cançó d'autor | Raimon per Rellotge d'emocions                       | Raimon per Rellotge d'emocions Lola Bou per La ment en blau Mi Sostingut per Pèls i senyals Pau Alabajos per Una trista, una amable, una petita pàtria |
| folk          | Apa per Cants i cants                                | Apa per Cants i cants Néstor Mont per Amor de terra Mar Mur per Mar Mur Artaica per Nits cosides                                                       |
| pop           | Òscar Briz per L'estiu                               | Gent del Desert per Celebració de la tempesta Clara Andrés per Huit Òscar Briz per L'estiu Xavier Morant i Abraham Rivas per Revolutum                 |
| rock          | Obrint Pas per Coratge                               | Aspencat per Naixen primaveres Obrint Pas per Coratge El Trineu Tanoka per Recull d'andròmines Mugroman per Volem més                                  |
| electrònica   | Orxata Sound System per 2.0                          | We Are Not Brothers per Autodestrucció Vol de Núvol per Em ric rap de rondalles Orxata Sound System per 2.0 Rapsodes per OUIEA                         |
| millor cançó  | Òscar Briz per Carolina dins d'un pou                | Bertomeu per A la ciutat Pau Alabajos per Inventari Aspencat per Mirades Òscar Briz per Carolina dins d'un pou                                         |
| lletra        | Obrint Pas per Al país de l'olivera                  | Obrint Pas per Al país de l'olivera Néstor Mont per Bellesa Artaica per El cos en dos Mi Sostingut per L'esmorzar nu                                   |
| arranjaments  | Artaica per Nits cosides                             | Artaica per Nits cosides Obrint Pas per Coratge Apa per Cants i cants Raimon per Rellotge d'emocions                                                   |
| revelació     | Arrap                                                | Arrap Bausalva Ender Tardor |
| disseny       | Jordi Albinyana per Els Ulls de Bob de Carles Pastor | Lola Bou El Trineu Tanoka Pau Alabajos Carles Pastor                                                                                                   |
| videoclip     | Miquel Herrero per Pacte amb Peter Pan d'Autòmats    | Autòmats per Pacte amb Peter Pan Òscar Briz per Llavor voladora Aspencat per Llums, càmera i acció Obrint Pas per Viure                                |

### 2012
La VII Nit dels Premis Ovidi Montllor se celebrà el 28 de juny de 2012 al Micalet: el jurat musical estava compost de nou per Aliaga, Frechina, Guillot, Játiva i Vilarnau, amb la incorporació de Carla González Collantes; el jurat gràfic, per Cèsar Amiguet, Jordi Albinyana, i Xavi Calvo. Els principals guanyadors van ser Carles Dénia, Feliu Ventura i Senior i el Cor Brutal, cada un amb dos guardons.
| Premis          | Guanyadors                                       | Finalistes |
| --------------- | ------------------------------------------------ | --- |
| trajectòria     | Al Tall                                          | premi honorífic al conjunt |
| contribució     | VilaWeb                                          | premi honorífic pel suport a la música |
| Barnasants      | Joan Amèric                                      | premi al millor concert del XVII festival |
| cançó d'autor   | Feliu Ventura per Música i lletra                | Andreu Valor per A l'ombra de l'obscuritat Feliu Ventura per Música i lletra Sergí Contrí per Dies de fira i flors Joan Amèric per Directament               |
| folk            | Carles Dénia per El paradís de les paraules      | Carles Dénia per El paradís de les paraules Pep Gimeno "Botifarra" per La barraca Rafel Arnal per Pam a pam Miquel Gil per X marcianes                       |
| pop             | VerdCel per Els dies del saurí                   | Litoral per Incidents melòdics del... VerdCel per Els dies del saurí L'Etern Retorn per L'etern retorn Autòmats per Les revelacions microscòpiques           |
| rock            | Arthur Caravan per Atles enharmònic              | Arthur Caravan per Atles enharmònic Odi per El badar de les consciències Senior i el Cor Brutal per Gran Neuròtics per Incertesa                             |
| electrònica/rap | Aspencat per Inèdit                              | Barraques Sud Sistema per Abans que s'acabe el món El Blüe per Qui va matar a Alfons Pérez? Aspencat per Inèdit Arrap per Va de bo                           |
| millor cançó    | Senior i el Cor Brutal per «La sort adormida»    | Arthur Caravan per Balada d'índios i comboixos Senior i el Cor Brutal per «La sort adormida» Miquel Gil per De la mar VerdCel per La boira i la sénia        |
| millor lletra   | Feliu Ventura per Història d'un sofà             | Feliu Ventura per Història d'un sofà Senior i el Cor Brutal per El bon any Arthur Caravan per Himne a l'alegria VerdCel per La boira i la sénia              |
| arranjaments    | Carles Dénia per El paradís de les paraules      | Carles Dénia per El paradís de les paraules VerdCel per Els dies del saurí Autòmats per Les revelacions microscòpiques Rafel Arnal per Pam a pam             |
| revelació       | Skapats per Skapats                              | Tempesta per Demo-níaca Skapats per Skapats Nius de nit per Nius de nit Narayama per Narayama                                                                |
| disseny         | Begoña Lozano per Gran de Senior i el Cor Brutal | Senior i el Cor Brutal per Gran Litoral per Incidents melòdics del... Lilit i Dionís per Sense permís de la NASA El Corral de Pepeta per El corral de Pepeta |
| videoclip       | Felipe Vara de Rey per Hepàtica d'Hugo Mas       | Hugo Mas per Hepàtica Malnom per La generació dels plats trencats Tashkenti per Em diuen Obrint Pas per La vida sense tu                                     |

- Aspencat, disc d'electrònica
- Senior, disseny i millor cançó
- Skapats, grup revelació

### 2013

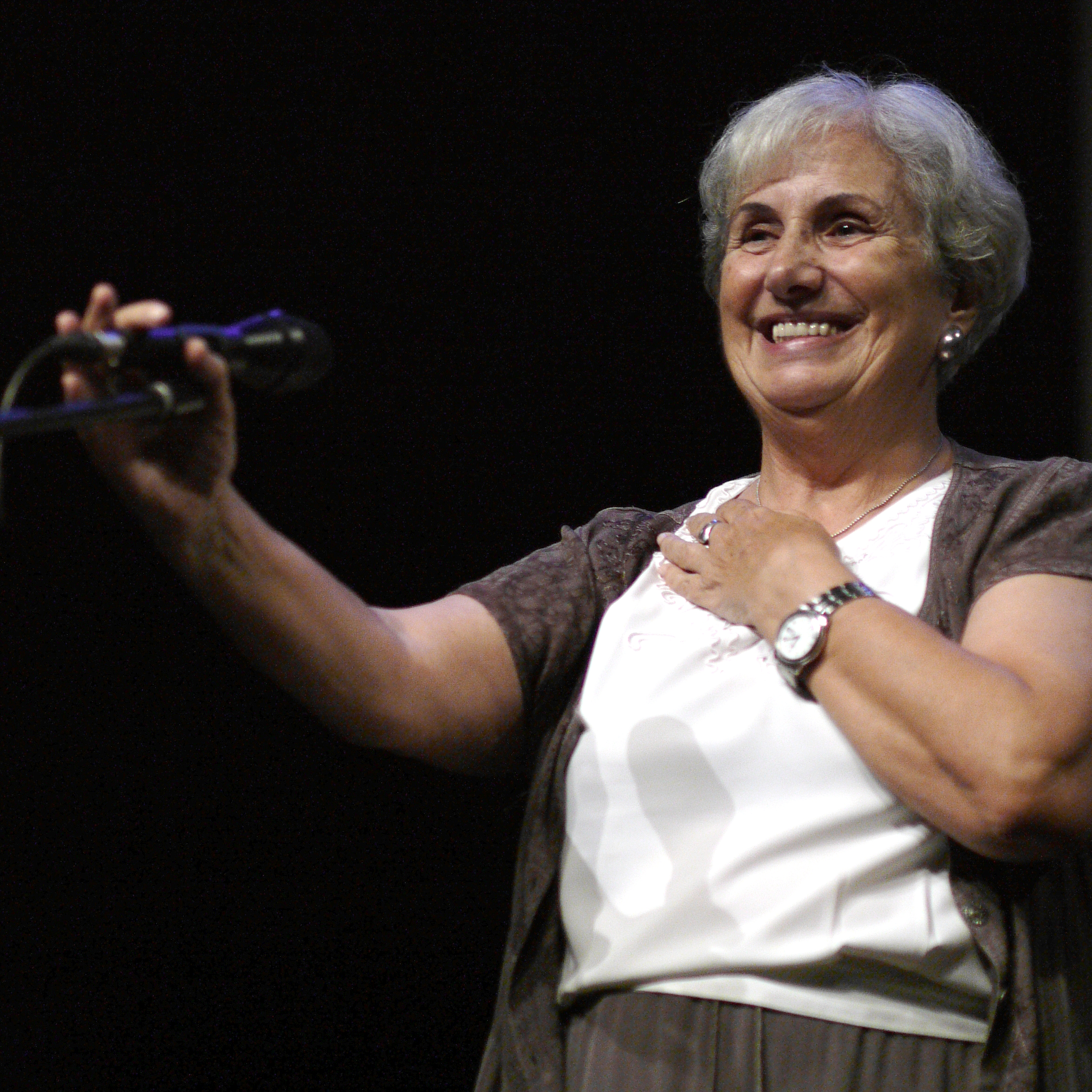
Girau, durant la gala

La VIII Nit dels Premis Ovidi Montllor se celebrà el 27 de juny de 2013 al Micalet: el jurat musical estava compost de nou per Aliaga, Frechina, González Collantes, Guillot, Játiva i Vilarnau; el jurat gràfic, per Cèsar Amiguet, Francesc Felipe i Tomàs Gorria. Els principals guanyadors van ser Carles Dénia, Feliu Ventura i Senior i el Cor Brutal, cada un amb dos guardons.
| Premi           | Guanyadors                                                               | Finalistes |
| --------------- | ------------------------------------------------------------------------ | --- |
| trajectòria     | Maria del Carme Girau                                                    | premi honorífic al conjunt |
| contribució     | Amàlia Garrigós                                                          | premi honorífic pel suport a la música |
| cançó d'autor   | Pau Miquel Soler per L'amor o la guerra                                  | Pau Miquel Soler per L'amor o la guerra Bertomeu per 7 d'Estellés Lluís Vicent per El dia de després Senior i el Cor Brutal per València, Califòrnia                   |
| folk            | Mara Aranda i Solatge per Lo testament                                   | Aljub per En minúscules Mara Aranda i Solatge per Lo testament Baraca Folk per Rellotges de sol Eva Dénia Trad Quartet per Un altre cantar                             |
| pop             | Pep Laguarda per Plexison impermeable                                    | Pepet i Marieta per Lo món d'un mos Pep Laguarda per Plexison impermeable Mi Sostingut per Projecte escolopendra La Petita Orquestra Peiotaire per Vol. 1              |
| rock            | Mox Nox per Damnatio memoriæ                                             | Atzukak per Els colors del roig 121 dB per Lesotho Mox Nox per Damnatio memoriæ Tardor per Revolució de l'estat latent                                                 |
| electrònica/rap | Aspencat per Essència                                                    | Orxata Sound System per 3.0 Aspencat per Essència Frida per Free rap Atupa per QuatribaRap                                                                             |
| millor cançó    | Senior i el Cor Brutal per Càntic als germans de diferent mare           | Pau Miquel Soler per No hi ha més que llibertat Aspencat per Quan caminàvem Pleasant Dreams per Si vols Senior i el Cor Brutal per Càntic als germans de diferent mare |
| millor lletra   | Lluís Vicent per En la corda fluixa                                      | Lluís Vicent per En la corda fluixa Mara Aranda per Albà de ses porgueres Senior i el Cor Brutal per Flor de maig Aspencat per Quan caminàvem                          |
| arranjaments    | Aspencat per Essència                                                    | Orxata Sound System per 3.0 Mara Aranda i Solatge per Lo testament La Petita Orquestra Peiotaire per Vol. 1 Aspencat per Essència                                      |
| revelació       | Júlia per El mecanoscrit                                                 | Júlia per El mecanoscrit Clam per Clam Cleptòmans de Bancal per Fracassos escolars Meteor per Meteor                                                                   |
| disseny         | A. Serrano, J.M. Pedrajas, J. Martí i V. Carbonell per Lesotho de 121 dB | 121 dB per Lesotho Mi Sostingut per Projecte escolopendra La Petita Orquestra Peiotaire per Vol. 1 Eva Dénia Trad Quartet per Un altre cantar                          |
| videoclip       | David Cloquell per Vents d'Arthur Caravan                                | Arthur Caravan per Vents Sva-Ters per El plat de glòria Orxata Sound System per Eyjafjallajökull Julio Galcerà per Quan vindràs?                                       |

També fou el primer any, des de la fundació del COM i la instauració dels premis, que els informatius de Canal 9 es feren ressò de l'esdeveniment.

### 2014

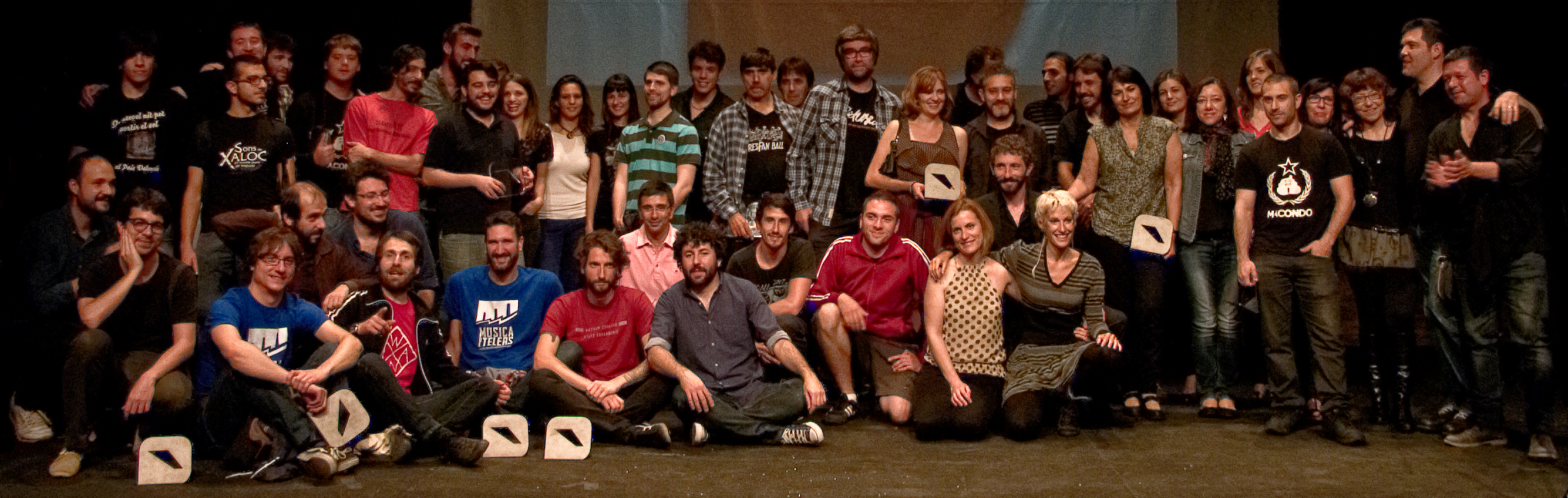
Tots els guanyadors de la IX edició (2014), amb els trofeus d'acer

La IX Nit dels Premis Ovidi Montllor se celebrà el 27 de maig de 2014 al Micalet, amb el suecà Eugeni Alemany com a mantenidor: el jurat musical estava compost de nou per Aliaga, Frechina, González Collantes, Guillot, Játiva i Vilarnau; el jurat gràfic, per Cèsar Amiguet, Amanda Gascó i Anna Roig. Els principals guanyadors van ser Arthur Caravan i Hugo Mas pel seu disc conjunt, que aconseguí quatre premis de cinc nominacions.
| Premis          | Guanyadors                                             | Finalistes |
| --------------- | ------------------------------------------------------ | --- |
| trajectòria     | Tres Fan Ball                                          | premi honorífic al conjunt de l'obra |
| contribució     | Indiecat, Música en valencià, Sons de Xaloc i Tres Deu | premi honorífic pel suport a la música |
| cançó d'autor   | Tomàs de los Santos i Borja Penalba per Dones i dons   | Tomàs de los Santos i Borja Penalba per Dones i dons VerdCel per Argilaga Rafa Xambó per T'estimo tant. Sonets de Shakespeare Òscar Briz per Youth     |
| folk            | Sitja per Good Laboratory Practices                    | Sis Veus per al Poeta per Homenatge a Vicent Andrés Estellés Sitja per Good Laboratory Practices Krama per Nipenthí Gent del Desert per Processionària |
| pop             | Novembre Elèctric per Intacte                          | Bertomeu per A casa nostra Ovidi Twins per Animalets Novembre Elèctric per Intacte TanStupids per Plou                                                 |
| rock            | Arthur Caravan i Hugo Mas per Wegener                  | Senior i el Cor Brutal per El poder del voler Arthur Caravan i Hugo Mas per Wegener El Corredor Polonés per Fenòmens tangibles Mox per Palifonies      |
| electrònica/rap | We Are Not Brothers per No som germans                 | Col·labo per Fulanito letal Tesa i Vent de Ponent per Milers d'històries compartides Frida per Neologismes We Are Not Brothers per No som germans      |
| millor cançó    | Hugo Mas i Arthur Caravan per Terres rares             | Òscar Briz per Cant de Vicent Hugo Mas i Arthur Caravan per Terres rares Senior i el Cor Brutal per El poder del voler Mox per Riberenca               |
| Millor lletra   | Sis Veus per al Poeta per Havanera de Vicent           | Sitja per Laussedat VerdCel per Tela amb tela Sis Veus per al Poeta per Havanera de Vicent Hugo Mas i Arthur Caravan per Terres rares                  |
| arranjaments    | Arthur Caravan i Hugo Mas per Wegener                  | Arthur Caravan i Hugo Mas per Wegener Sitja per Good Laboratory Practices VerdCel per Argilaga Mox per Palifonies                                      |
| maqueta         | Bluesfuckers per Bluesfuckers                          | Karr-ska'l per Karra-ska'l Bluesfuckers per Bluesfuckers Kaoba per No mirem avall Els Ximples per Ximpleries                                           |
| disseny         | Andreu Valls per Wegener d'Arthur Caravan i Hugo Mas   | Arthur Caravan i Hugo Mas per Wegener Sitja per Good Laboratory Practices VerdCel per Argilaga Orxata Sound System per 3.0/3.1                         |
| videoclip       | Josep Pitarch per Somnis de lluna d'Obrint Pas         | Agraviats per Venen i se'n van Ovidi Twins per Parotet Obrint Pas per Somnis de lluna Mai Mai per Filibusters                                          |

- Presentació d'Eugeni Alemany
- monòleg final

### 2015

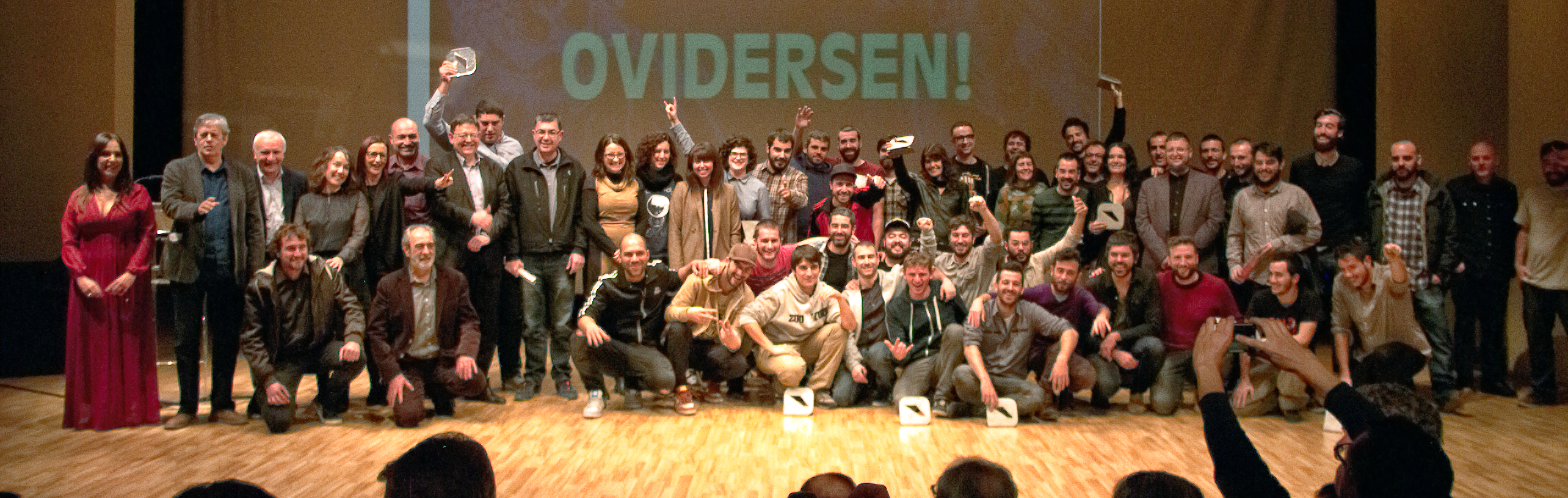
Premiats en 2015.

La X Nit dels Premis Ovidi Montllor tingué lloc diumenge 22 de novembre de 2015 al Palau de la Música de València, en commemoració de l'ocupació de l'any 2005: la data anà precedida per un cicle de concerts els dies 11, 12, 17 i 21 del mateix mes amb el títol La fera al Palau i la participació de quasi tots els artistes guardonats en les edicions anteriors. Amàlia Garrigós presentà la gala, amb la col·laboració d'Eugeni Alemany i Xavi Castillo, i Obrint Pas i Viasona van rebre els guardons honorífics.
| Premis          | Guanyadors                                      | Finalistes |
| --------------- | ----------------------------------------------- | --- |
| cançó           | Clara Andrés per Entrelínies                    | Ivan Brull per Canvi d'àngels Batà per Intermareal Clara Andrés per Entrelínies Abraham Rivas per L'art de Glauc                                      |
| folk            | Mara Aranda per Mare Vostrum                    | Pau Cháfer per A un home que ve del poble, ningú fa abaixar la cara Mara Aranda per Mare Vostrum Carles Dénia per L'home insomne El Diluvi per Motius |
| electrònica/rap | Zoo per Tempestes venen del sud                 | Atupa per Expansion Pack Zoo per Tempestes venen del sud Arrap per Despertaferro Aspencat per Tot és ara                                              |
| pop             | Gener per El temps del llop                     | Gener per El temps del llop Òscar Briz per Entre llums i ombres Mi Sostingut per La constel·lació psoriasi Júlia per Nuvolàstic                       |
| rock            | Mox per Tuactes i rebomboris                    | La Gossa Sorda per La polseguera Mox per Tuactes i rebomboris Smoking Souls per Nòmades Tardor per Una ciutat invisible                               |
| maqueta         | Geografies per Primer condicional               | Geografies per Primer condicional Mosin Nagant per Gulag Shore L'Home Brut per L'Home Brut EP Esir per Malgrat tot                                    |
| arranjaments    | Aspencat per Tot és ara                         | Aspencat per Tot és ara Smoking Souls per Nòmades Zoo per Tempestes venen del sud Cavallo i Hugo Mas per Pentàpolis                                   |
| millor cançó    | Pep Gimeno "Botifarra" per Si el poguera partir | Carles Dénia per Bolero de l'home insomne Pep Gimeno "Botifarra" per Si el poguera partir Gener per Contrallum Zoo per Estiu                          |
| millor lletra   | Gener per Contrallum                            | Hugo Mas i Cavallo per Amada Adama Gener per Contrallum Zoo per Estiu Abraham Rivas per Dies sense llum                                               |
| disseny         | Júlia per Nuvolàstic                            | Júlia per Nuvolàstic Tardor per Una ciutat invisible Aspencat per Tot és ara Gener per El temps del llop                                              |
| videoclip       | Aspencat per Música naix de la ràbia            | Mai Mai per Cançó d'octubre Aspencat per Música naix de la ràbia Tardor per Energia Mara Aranda per Vell plaer                                        |

### 2016
La XI Nit dels Premis Ovidi se celebrarà per primera volta fora de València, diumenge 13 de novembre a l'Auditori i Palau de Congressos de Castelló de la Plana: El grup Carraixet i el festival Barnasants varen rebre els premis honorífics. El jurat musical estigué compost pels habituals Aliaga, Contrí, Frechina, Guillot, González i Vilarnau, amb la incorporació d'Amàlia Garrigós; el gràfic, per Amiguet i Raquel Navalón.
| Premis          | Guanyadors                                                 | Finalistes |
| --------------- | ---------------------------------------------------------- | --- |
| cançó           | Ona Nua per Un gat i un home al seu costat                 | Ona Nua per Un gat i un home al seu costat Mireia Vives i Borja Penalba per L'amor fora de mapa Eva Dénia per Quan abril era abril Pau Alabajos per L'amor i la ferocitat |
| folk            | Musicants per Adsabara                                     | Lilit i Dionís per El temps dels pobles Musicants per Adsabara Xaluq per Empelt Tarquim per Mar endins                                                                    |
| electrònica/rap | Atupa per Quasi res porta el diari                         | Prozak Soup per Bang! Herba Negra per El renàixer d'abril Atupa per Quasi res porta el diari Sergi Nagant per Principis                                                   |
| pop             | Gener per Oh! Germanes                                     | Josep Maravilla per La màquina del temps Novembre Elèctric per Tremole Deliri per Vius per contar-ho Gener per Oh! Germanes                                               |
| rock            | Arthur Caravan per Major propòsit                          | Geografies per De creus endins Arthur Caravan per Major propòsit Pellikana per Moltes llums Inèrcia per Sendes salvatges                                                  |
| maqueta         | Àcids per Àcids                                            | Àcids per Àcids Sumèrria per Bevèrria Aspart per Maqueta 2016 Fera per Fera                                                                                               |
| arranjaments    | Gener per Oh! Germanes                                     | Roc Casagran per L'amor fora de mapa Pau Alabajos per L'amor i la ferocitat Gener per Oh! Germanes Arthur Caravan per Major propòsit                                      |
| millor cançó    | Arthur Caravan per La traïció de les imatges               | Mireia Vives i Borja Penalba per La força de ser dos Arthur Caravan per La traïció de les imatges Gener per Les dones Ona Nua per Llàgrimes                               |
| millor lletra   | Pau Miquel Soler per Les amants                            | Gener per La reina de l'oceà Pau Miquel Soler per Les amants Ona Nua per Què difícil és de vegades la vida Gent del Desert per Toni Pep                                   |
| disseny         | Alba López Soler per L'amor i la ferocitat de Pau Alabajos | Gener per Oh! Germanes Inèrcia per Sendes salvatges Pau Alabajos per L'amor i la ferocitat Carles Pastor per Dies de ràdio                                                |
| videoclip       | Joe Pask per Blau                                          | Joan Alamar per Alegries de Miliet Joe Pask per Blau Pau Alabajos per La transició modèlica i la mare que m'ha parit Tardor per L'eufòria                                 |

### 2017
La XII Nit dels Premis Ovidi tingué lloc dijous 9 de novembre de 2017: el COM atorgà els guardons honorífics a Maria del Mar Bonet, que celebrava cinquanta anys com a artista, i a la discogràfica Comboi Records, ja dissolta.
| Premis          | Guanyadors                                                 | Finalistes |
| --------------- | ---------------------------------------------------------- | --- |
| trajectòria     | Maria del Mar Bonet                                        | premi honorífic al conjunt de l'obra |
| contribució     | Comboi Records                                             | premi honorífic pel suport a la música |
| cançó d'autor   | Mireia Vives i Borja Penalba per Línies en el cel elèctric | Abraham Rivas per Cançons de la roba estesa Mireia Vives i Borja Penalba per Línies en el cel elèctric Tomàs de los Santos per Segona mà VerdCel per De plantes, talaies i cims (i una aroma) |
| folk            | Apa per Flamencianes                                       | Apa per Flamencianes Gent del Desert per Ésser viu Solk per Herència Urbàlia Rurana per De tornada a les ribes                                                                                |
| electrònica/rap | Zoo per Raval                                              | Pupil·les per Les silenciades Zoo per Raval Tesa per Al-tesa We Are Not Brothers per No som germans remixes                                                                                   |
| mestissatge     | Candela Roots per Humanité                                 | El Diluvi per Ànima Tito Pontet per Candela Candela Roots per Humanité Xavi Sarrià per Amb l'esperança entre les dents                                                                        |
| pop             | Tardor per Patraix                                         | Tardor per Patraix Gem per Dent de lleó Júlia per Pròxima B Mireia Vilar per Madre Salvaje |
| rock            | Smoking Souls per Cendra i or                              | Mox Nox per Cova ampla Smoking Souls per Cendra i or Senior i el Cor Brutal per Valenciana vol. 1 Trineu per Peix cru                                                                         |
| revelació       | Nuc per Arran del mar                                      | Nuc per Arran del mar Gin Lemon's per Irreflexions Profanos per Starter/Pausa Solk per Herència                                                                                               |
| arranjaments    | Júlia per Pròxima B                                        | Júlia per Pròxima B Mireia Vives i Borja Penalba per Línies en el cel elèctric Zoo per Raval Hugo Mas per Ethiopiques / Bum bum bum                                                           |
| millor cançó    | Tomàs de los Santos per Balconades                         | Mireia Vives i Borja Penalba per Casablanca Tomàs de los Santos per Balconades Júlia per Cap parat Zoo per La mestra                                                                          |
| millor lletra   | Zoo per La mestra                                          | Abraham Rivas per Roba estesa Mireia Vives i Borja Penalba per Línies en el cel elèctric Zoo per La mestra Xavi Sarrià per Renaixem                                                           |
| disseny         | Júlia per Pròxima B                                        | Júlia per Pròxima B Urbàlia Rurana per De tornada a les ribes Hugo Mas per Ethiopiques / Bum bum bum Rondalla Primer de Maig per Primerenc                                                    |
| videoclip       | Smoking Souls per Vida                                     | Smoking Souls per Vida Aspencat per Som moviment Zoo per El cap per avall Inèrcia per Caminant entre elefants                                                                                 |

### 2018
La XIII Nit dels Premis Ovidi tingué lloc el 21 d'octubre del 2018 al teatre Rialto de València. La cerimònia va estar conduïda per Amàlia Garrigós, qui va aprofitar per a fer una defensa tancada de la llibertat d'expressió i de creació. A més a més, es va poder gaudir de l'actuació d'un grup de músics, coordinats per Ximo Caffarena, que va interpretar instrumentalment algunes cançons cèlebres de l'Ovidi.
| Premis                     | Guanyadors                                                                       | Finalistes |
| -------------------------- | -------------------------------------------------------------------------------- | --- |
| trajectòria                | La Gossa Sorda                                                                   | |
| contribució                | Aplec dels Ports                                                                 | |
| cançó                      | Carles Pastor per Andròmina                                                      | Carles Pastor per Andròmina Daniel Rosell per Les ombres Òscar Briz per No caure és que m'agafes de les mans Pau Alabajos per Ciutat a cau d'orella                                                                                        |
| folk                       | Carles Dénia per Cant Espiritual                                                 | Jonathan Penalba per De soca rel Carles Dénia per Cant Espiritual Els Jóvens per Els jóvens Pep Gimeno "Botifarra" i Ahmed Touzani per De banda a banda del Mediterrani                                                                    |
| electrònica/hip-hop        | Frida per Gegants                                                                | Frida per Gegants We Are Not Brothers per III Embo per Involució Cactus per Cactus |
| mestissatge                | Auxili per Tresors                                                               | Vadebo per La por Auxili per Tresors Atzembla per Instint Feliu Ventura amb Xerramequ i Els Aborígens per Sessions ferotges |
| pop                        | Novembre Elèctric per Quart Minvant                                              | Juli Bustamante per La misión del copiloto Novembre Elèctric per Quart Minvant Barbaritats per Barbaritats Capa de Plàstic per Els herois                                                                                                  |
| rock                       | Joe Pask per Salt                                                                | Geografies per Turisme Joe Pask per Salt Sigarrito per Del 30 de març al 26 d'abril Inèrcia per Lluita |
| arranjaments i/o producció | Carles Dénia per Cant Espiritual                                                 | Carles Dénia per Cant Espiritual Carles Pastor per Andròmina Jonathan Penalba per De soca rel Feliu Ventura amb Xerramequ i Els Aborígens per Sessions ferotges                                                                            |
| Intèrpret revelació        | Els Jóvens per Els jóvens                                                        | Cactus per Cactus Els Jóvens per Els jóvens Jonathan Penalba per De soca rel Capa de Plàstic per Els herois |
| millor cançó               | Els Jóvens per Anís Tenis                                                        | Carles Pastor per Fràgil Els Jóvens per Anís Tenis Òscar Briz per Avui el meu cor no vol Juli Bustamante per El cel de les cançons |
| millor lletra              | Els Jóvens per T'ailoviu més que l'hòstia                                        | Els Jóvens per T'ailoviu més que l'hòstia Daniel Rosell per Fulla de l'arbre caduca Òscar Briz per Avui el meu cor no vol We Are Not Brothers per 121 xemeneies                                                                            |
| disseny                    | Luis Yang, per Els Jóvens de Els Jóvens                                          | Luis Yang, per Els Jóvens de Els Jóvens Noemi Larred per Quart Minvant de Novembre Elèctric Mineral Gràfics per Tresors d'Auxili Amparo Navarro per “Auia” de Rascanya                                                                     |
| videoclip                  | Cristóbal Quesada (direcció) i Manuel Rodríguez (il·luminació) per Omertà de Zoo | Cristóbal Quesada per Ànimes navegables de Xavi Sarrià Àlex Blat i Nacho Toledo per Sonata per a Isabel de Pau Alabajos Cristóbal Quesada i Manuel Rodríguez per Omertà de Zoo Àlex Blat i Nacho Toledo per Polaroids de Novembre Elèctric |

### 2019
La sala La Mutant de València ha acollit aquest vespre una nova edició dels premis Ovidi. L'edició d'enguany ha estat marcada per l'actualitat política, per la situació dels presos polítics contra la sentència del Procés, especialment quan hi han fet referència diversos dels guardonats en pujar a recollir el premi.
En l'apartat de palmarès cal destacar que per primera vegada no hi ha hagut cap grup que pugés a recollir més d’un premi de l'apartat musical i que Nomembers s’han acabat erigint en protagonistes de la nit en recollir dos premis.
La 14a edició dels Premis Ovidi. Aproximadament unes dos-centes candidatures s'havien presentat enguany: la major xifra des de l'inici dels Ovidi. Tasca àrdua, doncs, la tria dels finalistes i més encara la selecció dels guanyadors en una edició dels premis molt equilibrada. El jurat musical l'encapçalava l'estudiós massalfassí de la música en valencià Josep Vicent Frechina, junt amb Vicent Xavier Contrí, Amàlia Garrigós, Carla González i Quim Vilarnau. Amb ells, els dissenyadors Cristina Alonso i Cèsar Amiguet i el realitzador Iñaki Antuñano avaluaven el treball estètic.
| Premis                               | Guanyadors                                                             | Finalistes |
| ------------------------------------ | ---------------------------------------------------------------------- | --- |
| trajectòria                          | Gramoxone Ska Band                                                     | |
| contribució                          | Festival Feslloc                                                       | |
| Millor cançó                         | Xavi Sarrià i El Cor de la Fera per Alliberar-nos                      | Xavi Sarrià i El Cor de la Fera per Alliberar-nos Gener per Cante el cos elèctric Feliu Ventura per Convocatòria Òscar Briz per En el cor de Babiló                                                                                              |
| Millor disc de cançó d'autor         | Feliu Ventura per Convocatòria                                         | Diversos Artistes per Pintura musicada d'Antoni Miró Feliu Ventura per Convocatòria Mans de Destral & Els Oratges Canviants per Mans de Destral & Els Oratges Canviants Òscar Briz per El soroll del nostre pas                                  |
| millor disc de folk                  | Miquel Gil per Geometries                                              | Aljub per De les restes dels naufragis Miquel Gil per Geometries Sis Veus per Els dies i les dones Xavier de Bétera per Empremptes |
| Millor disc de hip hop i electrònica | Tesa per Rural                                                         | Pupil·les per Rimmel Suret per El teatre Tesa per Rural Zoo per EP2k18 |
| Millor disc de mestissatge           | El Diluvi per Junteu-vos                                               | Arsènic per Preparem la invasió El Diluvi per Junteu-vos Reacció per Paraules de vidre Tito Pontet per Bon port |
| Millor disc de pop                   | Gener per Cante el cos elèctric                                        | Gener per Cante el cos elèctric L'Emperador per La gran aventura Tardor per El mal pas Nomembers per Nomembers |
| Millor disc de rock                  | Ofèlia per Abisme infinit                                              | Abisme per Quasi una victòria Apologia per Apologia Mai Mai per Bonaventura Ofèlia per Abisme infinit |
| Millor producció i arranjaments      | L'Emperador per La gran aventura                                       | Feliu Ventura per Convocatòria Gener per Cante el cos elèctric L'Emperador per La gran aventura Miquel Gil per Geometries |
| Millor disc d'artista revelació      | Nomembers per Nomembers                                                | Arsènic per Preparem la invasió Mans de Destral & Els Oratges Canviants per Mans de Destral & Els Oratges Canviants Nomembers per Nomembers L'Últim Europeu per Naus espacials i altres objectes per identificar                                 |
| millor lletra                        | Mans de Destral & Els Oratges Canviants per Ombres en la pluja         | Herba Negra per Apitxa VerdCel per L'estenedor Josep Lluís Notari per Metternich 155 Mans de Destral & Els Oratges Canviants per Ombres en la pluja                                                                                              |
| disseny                              | Lola Bonet (il·lustració) i Snoop (disseny) per Nomembers de Nomembers | Jose Alonso i Mònica Llop per Junteu-vos d'El Diluvi Letsornot per Herba Negra d'Herba Negra Lola Bonet (il·lustració) i Snoop (disseny) per Nomembers de Nomembers Sud+Sud (disseny) i Àfrica Pitarch (il·lustració) per El mal pas de Tardor   |
| videoclip                            | Tresdeu Media (dir. Pau Berga) per Come on de Prozak Soup              | Laura PB (animació) per Som riu de Nomembers Nanuk Studio (prod. Alain Duplaa) per L'eco i les flors de L'Emperador Terral Studio per Alliberar-nos de Xavi Sarrià i el Cor de la Fera Tresdeu Media (dir. Pau Berga) per Come on de Prozak Soup |

### 2020
La XV Nit dels Premis Ovidi tingué lloc el diumenge 7 de novembre del 2020.
| Premis                                  | Guanyadors                                           | Finalistes |
| --------------------------------------- | ---------------------------------------------------- | --- |
| Premi llibertat d'expressió             | Jordi Cuixart i Navarro                              | |
| Premi honorífic                         | Quico Pi de la Serra                                 | |
| Premi al suport a la música en valencià | La Casa Cantonera                                    | |
| Millor cançó                            | Pau Alabajos per Kintsugi                            | Mireia Vives i Borja Penalba per Cançó de fer camí Néstor Mir per Creuar l'oceà Pau Alabajos per Kintsugi Smoking Souls per Volves de neu                                                                 |
| Millor disc de cançó d'autor            | Mireia Vives i Borja Penalba per Cançons de fer camí | Abraham Rivas per Sobre els muscles d'algú que tremolava Mireia Vives i Borja Penalba per Canço de fer camí Pau Alabajos per Les hores mortes VerdCel per SOS                                             |
| Millor disc de folk                     | Marala per A trenc d'alba                            | Jonathan Penalba per Reversions Marala per A trenc d'alba Spanish Brass i Carles Dénia per Mira si hem corregut terres Urbàlia Rurana per Pastorets i pastoretes                                          |
| Millor disc de hip hop i electrònica    | Black Fang per A foc lent                            | Atupa per Foríssima Black Fang per A foc lent Cactus per Roma Herba Negra per Herba Negra |
| Millor disc de mestissatge              | La Fúmiga per Espremedors                            | La Fúmiga per Espremedors Menerva per Bon viatge Mo'Roots per Ressorgiran |
| Millor disc de pop                      | Atlàntic per Volem els ponts                         | Atlàntic per Volem els ponts Júlia i Clara Andrés per L'eix radical Néstor Mir per Un immens i infinit continent Nuc per Tridimensional                                                                   |
| Millor disc de rock                     | Smoking Souls per Translúcid                         | Aspart per Pols al vent Batoi per Batoi Inèrcia per Magnetismes Smoking Souls per Translúcid |
| Millor producció i arranjaments         | Smoking Souls per Translúcid                         | Jonathan Penalba per Reversions Pau Alabajos per Les hores mortes Smoking Souls per Translúcid Spanish Brass i Carles Dénia per Mira si hem corregut terres                                               |
| Millor disc d'artista revelació         | Tenda per Tenda                                      | Christian Penalba per Canvis Nereu i les Bèsties Marines per La remor de les onades Rebeca Mut per Dones salvatges Tenda per Tenda                                                                        |
| Millor lletra                           | Néstor Mir per Adéu amic                             | Néstor Mir per Adéu amic Smoking Souls per 140k Pau Alabajos per Mar de marbre Xavi Sarrià per No s'apaguen les estreles                                                                                  |
| Millor disseny                          | Helga Pérez per Translúcid de Smoking Souls          | Cayetano Bravo per Repom de Toni de l'Hostal Diego Mir per Les hores mortes de Pau Alabajos Helga Pérez per Translúcid de Smoking Souls Partee.cat per Espremedors de La Fúmiga                           |
| Millor videoclip                        | Mònica Llop per Passatgers de Gem                    | Borja Pons i Sarvatxo per L'escola de Ribera de Prozak Soup Daniel Francés i Aurora Hermoso per La fera de Tito Pontet Mònica Llop per Passatgers de Gem Tresdeu Media per Volves de neu de Smoking Souls |
| Millor versió d'Ovidi Montllor          | Ofèlia per Tot esperant Ulisses                      | Hugo Mas per El meu poble Alcoi Ofèlia per Tot esperant Ulisses Ona Nua per Història d'un amic Tomàs de los Santos per Va com va                                                                          |
| Millor cançó sobre la pandèmia          | VerdCel per Mans de cel                              | Frida per Allà fora VerdCel per Mans de cel Andreu Valor per Tot açò passarà Júlia per Tòxic |

### 2021
La 16a edició dels Premis Ovidi se celebrà el 14 de novembre de 2021 al Teatre Capitolio de Godella. La gala fou presentada per Amàlia Garrigós i Nerea Sanfe i retransmesa per À Punt. En aquesta edició s'atorgà, per primera vegada, el premi a millor disc de públic familiar i s'eliminaren dues categories que s'havien atorgat l'any 2020: millor cançó de confinament i premi llibertat d'expressió. El triomfador destacat fou el grup de La Safor Zoo, que igualà, amb quatre premis, el registre de major nombre de guardons en una sola edició.
| Premis                                  | Guanyadors                                                   | Finalistes |
| --------------------------------------- | ------------------------------------------------------------ | --- |
| Premi trajectòria                       | Orxata Sound System                                          | Sense finalistes |
| Premi al suport a la música en valencià | Discos Oldies                                                | Sense finalistes |
| Millor cançó                            | Zoo per Llepolies                                            | Òscar Briz per La llum es presenta si la crides Zoo per Llepolies Sandra Monfort per Ni cor ni brida Júlia per Play                                                             |
| Millor disc de cançó d'autor            | Tomás de los Santos per La rosa als llavis                   | Abraham Rivas per Cançó d'autor Lola Bou i Manel Brancal per Tallat en dos Rafa Xambó per La dansa d'un temps nou Tomás de los Santos per La rosa als llavis                    |
| Millor disc de folk                     | Josep Aparicio Apa i Ricardo Esteve per Sinèrgies            | Aljub per Cor de magrana Besarabia per Animal Republic Josep Aparicio Apa i Ricardo Esteve per Sinèrgies Josep Pérez per Roseret de roses blanques                              |
| Millor disc de hip hop i electrònica    | Zoo per Llepolies                                            | Aina Koda per Dosis 4cantons per Principi d'incertesa Suret per Andy Kaufman Zoo per Llepolies                                                                                  |
| Millor disc de mestissatge              | Maluks per Som i vibrem                                      | Jamaleònics per Multitud subalterna La Fúmiga per Pròxima parada Llança de foc per Arrels Rock Reggae Maluks per Som i vibrem                                                   |
| Millor disc de pop                      | Vienna per Tot allò que una vesprada morí amb les bicicletes | Àlex Blat per La veritat Júlia per Casa Laura Esparza i Carlos Esteban per Espais Vienna per Tot allò que una vesprada morí amb les bicicletes                                  |
| Millor disc de rock                     | Òscar Briz per Amor & psicodèlia en temps de virus           | Bacora per Antifans Joe Pask per Jo i el món Òscar Briz per Amor & psicodèlia en temps de virus Tremp per Herois sense nom                                                      |
| Millor producció i arranjaments         | Zoo per Llepolies                                            | Sandra Monfort per Niño Reptil Ángel Júlia per Casa Òscar Briz per Amor & psicodèlia en temps de virus Zoo per Llepolies                                                        |
| Millor disc d'artista revelació         | Aina Koda per Dosis                                          | Aina Koda per Dosis Esther per Les teues ales Suret per Andy Kaufman Tendur per En perfecte estat de conversació                                                                |
| Millor lletra                           | Aina Palmer per Les ungles                                   | Zoo per Cançó pòstuma Laura Esparza i Carlos Esteban per Cos Aina Palmer per Les ungles Abraham Rivas per Plena de dies                                                         |
| Millor disseny                          | Mònica Llop per Jo i el món de Joe Pask                      | Mònica Llop per Jo i el món de Joe Pask Patricia Bolinches per La rosa als llavis de Tomás de los Santos Sud+Sud per La veritat d'Àlex Blat Sud+Sud per Les teues ales d'Esther |
| Millor videoclip                        | Zoo per Llepolies                                            | La Fúmiga per Havia de passar Àlex Blat per Declaració d'intencions El Triangulista per Plàstic Zoo per Llepolies                                                               |
| Millor disc de públic familiar          | El Triangulista per Plàstic                                  | Dani Miquel per Desfem El Triangulista per Plàstic Marcel el Marcià per Secrets dins d'una caixa dins d'un calaix Ramonets per Flipa!                                           |

### 2022
La 17a edició dels Premis Ovidi se celebrà el 18 de novembre de 2022 al Teatre Auditori de Catarroja. Fou presentada, com l'any anterior, per Amàlia Garrigós i Nerea Sanfe i retransmesa per À Punt. Fou una edició ben repartida on cadascuna de les categories es va atorgar a un artista diferent, deixant doncs una cerimònia sense cap artista destacat.
| Premis                                  | Guanyadors                                                                               | Finalistes |
| --------------------------------------- | ---------------------------------------------------------------------------------------- | --- |
| Premi trajectòria                       | Eva Dénia                                                                                | Sense finalistes |
| Premi al suport a la música en valencià | Folksona                                                                                 | Sense finalistes |
| Millor cançó                            | El Diluvi per Present                                                                    | Neus Ferri per Llar Auxili per Parèntesi El Diluvi per Present Smoking Souls per Vosaltres |
| Millor disc de cançó d'autor            | Andreu Valor per Un món nou                                                              | Andreu Valor per Un món nou Carles Pastor per Les flors de Txernòbil Clara Andrés per Capfico Rafa Xambó per Cantata de València |
| Millor disc de folk                     | Marala per Jota de morir                                                                 | Marala per Jota de morir Miquel Gil i Noèlia Llorens per Arrel Musicants per Una mar de vides Noèlia Llorens per Titana |
| Millor disc de hip hop i electrònica    | Malparlat per Sentimantral                                                               | Aina Palmer per Solatge JazzWoman per Atlantis Malparlat per Sentimantral Tesa per Rap d'arrel |
| Millor disc de mestissatge              | Xavi Sarrià per Causa                                                                    | Auxili per Guaret El Diluvi per Present La Fúmiga per Fotosíntesi Xavi Sarrià per Causa |
| Millor disc de pop                      | Carles Chiner per Amateur                                                                | Carles Chiner per Amateur L'Actor Secundari per L'Actor Secundari i les coses que mai et va dir Tenda per Última Generació(N) Vienna per Després d'un temps de bona relació, un dia vaig anar a sa casa                                              |
| Millor disc de rock                     | Neus Ferri per Llar                                                                      | Apologia per Eterna tempesta Marco Pompero per Deu Neus Ferri per Llar Smoking Souls per La cura |
| Millor producció i arranjaments         | Smoking Souls per La cura                                                                | El Diluvi per Present La Fúmiga per Fotosíntesi Musicants per Una mar de vides Smoking Souls per La cura |
| Millor disc d'artista revelació         | Kela per El mirall                                                                       | Colomet per Massa Benimaclet / Per tu Kela per El mirall Marta Cortell per Quan cau la nit Tradifusió per Empeltant arrels |
| Millor lletra                           | Vicent Torrent per Aquella nit                                                           | Vicent Torrent per Aquella nit Xavi Sarrià per La cantaora Carles Pastor per Ni odi, ni enveja, ni por Clara Andrés per Varada |
| Millor disseny                          | Albert Doménech per L'Actor Secundari i les coses que mai et va dir de L'Actor Secundari | Albert Doménech per L'Actor Secundari i les coses que mai et va dir de L'Actor Secundari Joanrojeski Estudi Creatiu per Causa de Xavi Sarrià Manuel Cuyàs per Jota de morir de Marala Mònica Llop, Jana Borja i Andreu Gómez per Present d'El Diluvi |
| Millor videoclip                        | Mut per A la una de Musicants                                                            | Edmon per Cendres de Cactus Mut per A la una de Musicants Omar Hachemi, Marc Mayor i Auxili per Diga-li d'Auxili Pau Berga i Tourmalet.tv per La nit ferida de Xavi Sarrià                                                                           |
| Millor disc de públic familiar          | Dani Miquel per Volem                                                                    | Dani Miquel per Volem Diversos Autors per Unes festes diferents Marcel el Marcià per Patxamare Trobadorets per Tira-li |

### 2023
| #  | guardó            | artistes                   | obra                     |
| -- | ----------------- | -------------------------- | ------------------------ |
| 19 | suport            | Germà Alcayde              |                          |
| 19 | trajectòria       | L'Ham de Foc               |                          |
| 19 | disc folk         | Miquel Gil                 | Viatger                  |
| 19 | videoclip         | Miquel Gil (Túbal Perales) | "Nineta"                 |
| 19 | disc cançó        | Borja Penalba              | Giròvag                  |
| 19 | disc pop          | Atlàntic (grup)            | Desnivell positiu        |
| 19 | disc mestissatge  | Pep de la Tona             | El temps de la calor     |
| 19 | disc rock         | Vaire (grup)               | Catarsi                  |
| 19 | disc rap / elect. | Palmer (grup de música)    | Conxorxa                 |
| 19 | disc familiar     | De Paper                   | Només les flors          |
| 19 | revelació         | Quinto (raper)             | V                        |
| 19 | millor cançó      | Malifeta                   | Emili Baró, 14           |
| 19 | mus. d'Estellés   | Andreu Valor               | Documentals              |
| 19 | arr. i prod.      | El Trib Reial              | Terra màgica             |
| 19 | millor lletra     | Sociologia animal          | Corredor del Mediterrani |
| 19 | disseny           | Oller i Guerra             | L'agraïment              |

## Artistes destacats
En aquesta taula apareixen els artistes que han guanyat el premi 3 o més vegades.
El major nombre de premis guanyats per un sol artista en la mateixa edició és de 4. Aquest registre ha estat aconseguit el 2014 per Arthur Caravan i Hugo Mas, el 2018 per Els Jóvens i el 2021 per Zoo.
Entre els artistes que han estat guardonats a un nombre més gran d'edicions diferents trobem a Arthur Caravan i Pau Alabajos, ambdós premiats a 5 edicions
|    | Artista                | Premis | Anys dels premis                                 |
| -- | ---------------------- | ------ | ------------------------------------------------ |
| 1  | Arthur Caravan         | 10     | 2009 (2), 2012 (1), 2013 (1), 2014 (4), 2016 (2) |
| 2  | Zoo                    | 8      | 2015 (1), 2017 (2), 2018 (1), 2021 (4)           |
| 3  | Smoking Souls          | 6      | 2017 (2), 2020 (3), 2022 (1)                     |
| 4  | Miquel Gil             | 5      | 2006 (3), 2008 (1), 2019 (1)                     |
| 5  | Pau Alabajos           | 5      | 2006 (1), 2008 (1), 2009 (1), 2016 (1), 2020 (1) |
| 6  | Obrint Pas             | 5      | 2006 (1), 2011 (2), 2014 (1), 2015 (1)           |
| 7  | Òscar Briz             | 5      | 2007 (1), 2009 (1), 2011 (2), 2021 (1)           |
| 8  | Feliu Ventura          | 5      | 2007 (2), 2012 (2), 2019 (1)                     |
| 9  | Carles Dénia           | 5      | 2009 (1), 2012 (2), 2018 (2)                     |
| 10 | Aspencat               | 5      | 2012 (1), 2013 (2), 2015 (2)                     |
| 11 | Hugo Mas               | 5      | 2012 (1), 2014 (4)                               |
| 12 | Gener                  | 5      | 2015 (2), 2016 (2), 2019 (1)                     |
| 13 | Orxata Sound System    | 4      | 2006 (1), 2008 (1), 2011 (1), 2021 (1)           |
| 14 | Senior i el Cor Brutal | 4      | 2009 (1), 2012 (2), 2013 (1)                     |
| 15 | Júlia                  | 4      | 2013 (1), 2015 (1), 2017 (2)                     |
| 16 | Els Jóvens             | 4      | 2018 (4)                                         |
| 17 | VerdCel                | 3      | 2006 (1), 2012 (1), 2020 (1)                     |
| 18 | Rafa Xambó             | 3      | 2007 (1), 2010 (2)                               |
| 19 | Clara Andrés           | 3      | 2008 (2), 2015 (1)                               |
| 20 | Mara Aranda            | 3      | 2009 (1), 2013 (1), 2015 (1)                     |
| 21 | Josep Aparicio "Apa"   | 3      | 2011 (1), 2017 (1), 2021 (1)                     |
| 22 | Borja Penalba          | 3      | 2014 (1), 2017 (1), 2020 (1)                     |
| 23 | Tomás de los Santos    | 3      | 2014 (1), 2017 (1), 2021 (1)                     |
| 24 | Joe Pask               | 3      | 2016 (1), 2018 (1), 2021 (1)                     |